# أخو البنات (مسلسل جزائري)
أخو البنات هو مسلسل تلفزيوني كوميدي جزائري عُرض لأول مرة في رمضان 1444 هـ (2023) على شاشة الشروق تي في.

## قصة مسلسل
في إطار كوميدي، تدور الأحداث حول أخ يجد نفسه في صراع مستمر مع أختيه اللتين ترفضان الزواج، مما يخلق مواقف طريفة ومفارقات لا تنتهي. وبينما يحاول فرض سلطته عليهما، تتناول القصة بأسلوب ساخر قضايا اجتماعية مثل أزمة المياه، سلطة الأخ، مشاكل الغربة، والحنين إلى الوطن، ليجد الجميع أنفسهم وسط دوامة من الضحك والواقع المعاش.

## الممثلون
البطولة
- محمد خساني
- سهيلة معلم
- سارة لعلامة
- محمد يابدري
- هواري بو عبدالله
- مروة بوشوشة
- بيونة
- عبد الحميد شنين

وعدة نجوم وممثلين جزائريين

## روابط خارجية
- أخو البنات على موقع IMDb (الإنجليزية)
- أخو البنات على موقع قاعدة بيانات الأفلام العربية
- حلقات المسلسل